# Metronidazol
Metronidazol er et lægemiddel der anvendes til behandling af infektioner med anaerobe bakterier og visse parasitter (protozoer).

## Virkningsmekanisme
Metronidazol binder til mikroorganismens DNA og forårsager brud på DNA-strengene. Det må først omdannes til aktive metabolitter, hvilket kun sker i celler med anaerobt stofskifte.

## Anvendelse
Metronidazol anvendes til bakterieinfektioner forårsaget af anaerobe bakterier som f.eks. bakteriel vaginose, udryddelse af Helicobacter pylori, pseudomembranøs colitis, peritonitis, gingivitis og andre tandbetændelser.
Metronidazol anvendes ved infektioner med protozoer som Trichomonas vaginalis (der kan forårsage vaginitis og urethritis), Giardia lamblia (der forårsager giardiasis) og Entamoeba histolytica (der kan forårsage dysenteri og leverabscesser).
Metronidazol anvendes også forebyggende ved kirurgiske indgreb i mavetarmkanalen, f.eks. ved fjernelse af en betændt appendix.
Topikalt metronidazol anvendes til behandling af hudlidelsen rosacea.

## Præparater
Metronidazol markedsføres i Danmark, udover generiske præparater, under handelsnavnene Elyzol®, Flagyl®, Rozex® og Zidoval®.
Metronidazol findes som tabletter, oral suspension, infusionsvæske, creme, gel, dentalgel, suppositerier, vagitorier og vaginalgel.